# Colm O'Gorman
Colm O'Gorman (sinh ngày 15 tháng 7 năm 1966) là Giám đốc điều hành của Tổ chức Ân xá Quốc tế Ireland. Ông là người sáng lập và cựu giám đốc của One in Four.
Ông là một người sống sót của lạm dụng tình dục của giáo sĩ, và lần đầu tiên được công chúng chú ý bằng cách lên tiếng chống lại thủ phạm. O'Gorman sau đó đã thành lập One in Four, một tổ chức từ thiện Ailen hỗ trợ những người đàn ông và phụ nữ bị lạm dụng tình dục và/hoặc bị bạo lực tình dục.
Ông là thượng nghị sĩ năm 2007, đại diện cho đảng Dân chủ Tiến bộ.

## Đầu đời và đời tư
Colm O'Gorman được sinh ra ở Hạt Wexford. Cha ông là Seán O'Gorman, ở Adamstown, Hạt Wexford - một nông dân, nhà xây dựng và chính khách Fianna Fáil địa phương. Seán O'Gorman là thành viên của Hội đồng Hạt Wexford, và sau đó cùng gia đình đến sống ở thị trấn Wexford. Ông đã hai lần đứng không thành công với tư cách là ứng cử viên Fianna Fáil trong cuộc tổng tuyển cử: năm 1969 và 1973.
Năm 2002, Colm O'Gorman định cư gần Gorey, Hạt Wexford. Ông đang nuôi hai đứa con với chồng Paul, người mà họ có quyền giám hộ hợp pháp. Khi điều này được tiết lộ, nó đã tạo ra cuộc tranh luận về việc bồi dưỡng trên các phương tiện truyền thông Ailen.